# Sân vận động Morumbi
Sân vận động Cícero Pompeu de Toledo (tiếng Bồ Đào Nha: Estádio Cícero Pompeu de Toledo), được biết đến rộng rãi với tên gọi Morumbi (phát âm tiếng Bồ Đào Nha: [moɾũˈbi]), là một sân vận động bóng đá nằm ở quận cùng tên ở São Paulo, Brasil. Đây là sân nhà của São Paulo Futebol Clube và sân có tên gọi chính thức như vậy nhằm tôn vinh Cícero Pompeu de Toledo, người từng là chủ tịch của São Paulo Futebol Clube trong phần lớn quá trình xây dựng sân vận động và ông đã qua đời trước khi khánh thành. Morumbi là sân vận động thuộc sở hữu của tư nhân lớn nhất ở Brasil. Sân vận động được thiết kế bởi kiến trúc sư João Batista Vilanova Artigas.